# Yocleidy Ramírez
Yocleidy Ramírez Santana  (ur. 1996) – dominikańska zapaśniczka walcząca w stylu wolnym. Zajęła piąte miejsce na igrzyskach Ameryki Środkowej i Karaibów w 2014 i siódme w 2023. Brązowa medalistka mistrzostw panamerykańskich w 2024, ósma w 2023 roku.